# Terry Branstad
Terry Edward Branstad (født 17. november 1946 i Leland, Iowa) er en amerikansk politiker og fra juni 2017 USA's ambassadør i Kina. Han var tidligere den 39. og 42. guvernør for den amerikanske delstat Iowa. Han er medlem af det Republikanske parti. I maj 2017 trådte han tilbage som guvernør for at blive ambassadør og overlod posten til sin viceguvernør Kim Reynolds, som dermed blev den første kvindelige guvernør i Iowa.